# Friedrich von Gerok (Offizier)

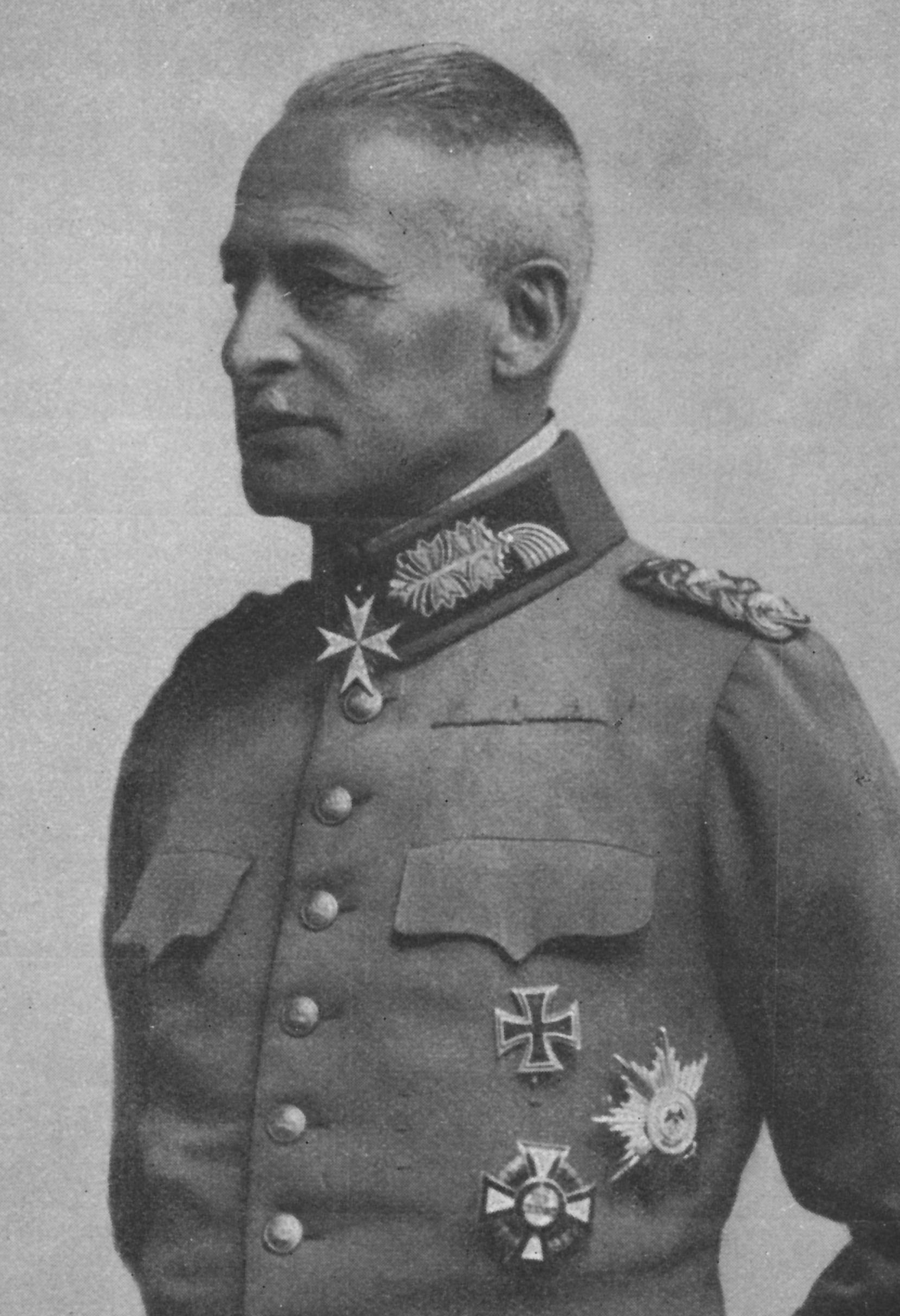
Friedrich von Gerok

Karl Christoph Friedrich von Gerok (* 26. Mai 1854 in Stuttgart; † 18. September 1937 ebenda) war ein württembergischer General der Infanterie im Ersten Weltkrieg.

## Leben
Er war der Sohn eines Kanzleirates. Nach dem Besuch des Gymnasiums in Tübingen und des Ober-Real-Gymnasiums in seiner Heimatstadt, trat Gerok am 4. April 1872 als Fahnenjunker in das Grenadier-Regiment „Königin Olga“ (1. Württembergisches) Nr. 119 ein, wurde dort am 11. November 1872 zum Fähnrich ernannt sowie am 17. Oktober 1873 zum Sekondeleutnant befördert. Am 23. Mai 1881 folgte unter gleichzeitiger Beförderung zum Premierleutnant die Versetzung in das Grenadier-Regiment „König Karl“ (5. Württembergisches) Nr. 123, wo man ihn bis 29. September 1885 als Regimentsadjutant verwendete. Anschließend wurde Gerok Adjutant der 54. Infanterie-Brigade in Ulm und als solcher am 18. August 1888 Hauptmann. Dann versetzte man ihn als Kompaniechef in das Infanterie-Regiment „König Wilhelm I.“ (6. Württembergisches) Nr. 124. Vom 28. Dezember 1893 bis 23. Februar 1897 fungierte Gerok als Adjutant des XIII. (Königlich Württembergisches) Armee-Korps, wurde zwischenzeitlich am 18. Juni 1895 Major und dann Kommandeur des III. Bataillons des Infanterie-Regiments „Kaiser Friedrich, König von Preußen“ (7. Württembergisches) Nr. 125. Mit der Beförderung zum Oberstleutnant folgte am 7. Juli 1907 die Versetzung zum Stab des Infanterie-Regiments „Freiherr von Sparr“ (3. Westfälisches) Nr. 16. Am 1. April 1903 wurde Gerok Mitglied des Reichsmilitärgerichts. Er gab diese Tätigkeit am 19. Juli 1904 wieder auf und übernahm unter gleichzeitiger Beförderung zum Oberst das Infanterie-Regiment „Großherzog Friedrich von Baden“ (8. Württembergisches) Nr. 126. Er erhielt am 18. August 1908 mit seiner Ernennung zum Generalmajor das Kommando über die 54. Infanterie-Brigade in Ulm. Nach seiner Beförderung zum Generalleutnant am 21. April 1911 fungierte Gerok als Kommandeur der 26. Division (1. Königlich Württembergische). Nach eineinhalb Jahren ernannte man ihn am 21. September 1912 zum Gouverneur von Ulm.
Nach Ausbruch des Ersten Weltkriegs wurde Gerok am 25. August 1914 zum Kommandeur der 54. Reserve-Division (2. Königlich Württembergische) bestellt, am 30. August 1914 erreichte er den Rang eines Generals der Infanterie. Sein Divisionskommando übergab er an seinen Nachfolger General der Infanterie Paul von Schaefer und am 11. September 1914 wurde er zum Kommandierenden General des XXIV. Reserve-Korps ernannt. Dieses Korps führte er zunächst an der Westfront in der Schlacht bei Lille (26. bis 28. Oktober 1914) sowie in der Schlacht bei Ypern vom 30. Oktober bis 22. November 1914. Es wurde dann aus der Front herausgelöst, in den Osten verlegt und erstmals bei der Schlacht um Łódź (11. November bis 5. Dezember 1914) eingesetzt.
Im Sommer 1915 im Rahmen der Bugarmee eingesetzt, gelang seinen Truppen nach dem Vorstoß auf Brest-Litowsk während des Großen Rückzuges zusammen mit dem XXXXI. Reserve-Korps die Einnahme von Pinsk (16. September 1915). Ende September 1915 führte Gerok mit seinem Korps (1. und 22. Division) zur Entlastung der schwer bedrängten Österreicher in Wolhynien an der Linie Sokul-Kolki Gegenangriffe durch, welche die Einnahme der Stadt Luzk absicherten. Am Styr begann nach folgender Abwehr starker russischer Gegenangriffe der neuerliche Stellungskrieg.
Vom 13. Mai bis 9. August 1916 wieder an der Westfront eingesetzt, nahm das Korps Gerok an der Schlacht um Verdun teil und verlegte anschließend in die Karpaten, wo Gerok auch zeitgleich als Oberbefehlshaber der nach ihm benannten Armeegruppe bis zum 24. November 1917 fungierte. Letztmals führte er dann sein Korps an der Westfront in den Stellungskämpfen in der Champagne sowie bei Reims bis zum 18. Februar 1918. Gerok wurde dann von seinem Posten abgelöst und wieder zum Gouverneur von Ulm ernannt. Diese Funktion übte er bis zum 22. Mai 1918 aus, wurde als Offizier von der Armee zur Verfügung gestellt und am 10. Juni 1918 schließlich verabschiedet.
Der württembergische König Wilhelm II. stellte ihn mit diesem Tag à la suite des Grenadier-Regiments „König Karl“ (5. Württembergisches) Nr. 123.

## Auszeichnungen
- Eisernes Kreuz (1914) II. und I. Klasse
- Pour le Mérite am 7. Juli 1915
- Großkreuz des Roten Adlerordens
- Kronenorden I. Klasse mit Schwertern
- Komtur II. Klasse des Ordens vom Zähringer Löwen[4]
- Bayerischer Militärverdienstorden II. Klasse mit Stern[4]
- Offizierskreuz des Albrechts-Ordens[4]
- Großkreuz des Ordens der Württembergischen Krone
- Krone zum Großkreuz des Friedrichs-Ordens mit Schwertern am 5. September 1916[5]
- Kommenturkreuz des Württembergischen Militärverdienstordens am 11. Januar 1918
- Württembergisches Dienstehrenzeichen I. Klasse[4]
- Orden der Eisernen Krone I. Klasse[4]
- Österreichisches Militärverdienstkreuz I. Klasse mit Kriegsdekoration[6]